# Teatr Wizji i Ruchu
Teatr Wizji i Ruchu – polski teatr alternatywny, założony przez Jerzego Leszczyńskiego w 1969 roku w Puławach. Stał się jednym z najciekawszych zjawisk w historii teatru eksperymentalnego, zaś jego podstawowym środkiem wyrazu było ludzkie ciało.

## Historia
Teatr Wizji i Ruchu Jerzego Leszczyńskiego rozpoczął swą działalność w 1969 roku w Powiatowym Domu Kultury w Puławach. Debiutancki spektakl oparty był na twórczości Cypriana Kamila Norwida (Leszczyński zatańczył Bema pamięci żałobny rapsod). Mimo dobrych warunków do pracy, członkowie młodej trupy teatralnej musieli opuścić tę lokalizację.

Poproszono mnie o występ na akademii ku czci Rewolucji październikowej. Traf chciał, że pękła mi gumka w rajtuzach. Kilka sekund ciszy i hałas na widowni. Jeden z towarzyszy polecił przerwać spektakl. Kilka dni później, w ogólnopolskim tygodniku, ukazał się artykuł o tym, jak Jerzy Leszczyński wypiął dupę na rewolucję.

Wyrzucony z Puław Teatr Wizji i Ruchu przeniósł się do Lublina, zaś w 1973 został upaństwowiony. W tym mieście Jerzy Leszczyński pokazał swoje najgłośniejsze spektakle, tj: Malczewskiego (1977), Burzę (1982) i Rzecz o Fauście (1985), jak również pomniejsze widowiska, takie jak m.in.: Krzesany, Szkoła cudów im. Pippi Loungstrump, Kain, Podróż. 
Nad literacką inspiracją dla teatru czuwał poeta Bohdan Zadura (w latach 1977-1987). Bo choć obywał się on na scenie bez słów to inspiracją i tworzywem do przedstawień oprócz twórczości Norwida były także dokonania: Hermanna Hesse, Alberta Camusa, Kōbō Abego, Léo Ferrégo, Jamesa Joyce'a, William Shakespeare'a, Konstandinosa Kawafisa, D. J. Enright. Inspiracją były również obrazy – m.in. autorstwa Vincenta van Gogha, Piotra Breugela (starszego), Salvadora Dalego, Jacka Malczewskiego, czy Michała Anioła.
Dla Teatru pisali, wykonywali na żywo i nagrywali oprawę muzyczną: Józef Skrzek z grupą SBB (Malczewski, 1977; Follow My Dream, 1978), Romuald Lipko z Budką Suflera (Burza, 1982), Czesław Niemen, Krzysztof Ścierański, El. D. Vision, Ennio Morricone, Peter Gabriel, Mieczysław Jurecki, a także sam Jerzy Leszczyński. Autorami plakatów do przedstawień są: Andrzej Pągowski, Jerzy Janiszewski, czy Zofia i Henryk Szulcowie. 
W swoim dorobku artystycznym Teatr Wizji i Ruchu ma ponad 30 pełnowymiarowych spektakli (w tym dwa na Węgrzech i jeden w USA). Wielokrotnie prezentował swoje osiągnięcia w kraju i za granicą (Anglia, Francja, Belgia, Holandia, Dania, Luksemburg, Norwegia, Włochy, Niemcy, Austria, Czechy, Rumunia, Węgry, Indie, Stany Zjednoczone). Zdobył wiele prestiżowych nagród: I Nagrodę na Ogólnopolskim Festiwalu Teatrów Pantomimy Szczecin'73 za spektakl Warianty, Grand Prix na festiwalu programów telewizyjnych Golden Sea Swallow w Knokke za spektakl Follow My Dream (1978), I Nagrodę na Światowym Festiwalu Telewizyjnym Praga'81 za spektakl Trzy obrazy.
Mimo niepodważalnych sukcesów scenicznych sytuacja bytowa Teatru Wizji i Ruchu nie była stabilna, chociaż w pierwszej lat 80. wszedł w skład zespołów skupionych w Lubelskim Studio Teatralnym. W 1985 roku, gdy powstało Centrum Kultury w Lublinie, Jerzy Leszczyński zrezygnował z dalszej współpracy z ośrodkiem.

Poszło o piękne kobiety. I nagość w spektaklach, która w tamtych czasach była dla niektórych nie do pomyślenia. Przecież nie mogłem nakładać kobietom muślinowych szat na biustonosz. Dla mnie ciało było kostiumem. Bardzo pięknym kostiumem. Ale „władza” wiedziała swoje. Wiedziała lepiej. Towarzysze z ówczesnego Komitetu Wojewódzkiego PZPR byli przekonani, że spałem z każdą z aktorek. Zrobili z teatru mój harem. I byli to ci sami towarzysze, którzy wcześniej prosili mnie, żebym przywoził im z zagranicy kasety porno. Wyśmiałem ich... Ówczesny dyrektor Wydziału Kultury powiedział publicznie, że Teatr Wizji i Ruchu jest pryszczem na dupie, który szpeci mapę lubelskiej kultury. Złożyłem rezygnację.

W 1990 roku Teatr Wizji i Ruchu na krótko powrócił do Lublina, by na scenie Teatru im. Juliusza Osterwy pokazać spektakl Ostatnie cztery minuty za który otrzymał Grand Prix na Światowym Festiwalu Tańca w Indiach. W roku 2004 Jerzy Leszczyński razem z Martą Denys, ówczesną dyrektor Domu Kultury LSM, założył Stowarzyszenie „Teatr Wizji i Ruchu” oraz Studio Teatralne „Likejon”. W maju 2008 roku Teatr Wizji i Ruchu dał premierę spektaklu pt. Wieczna mgła (w Domu Kultury LSM), zaś premiera przedstawienia Idzie skacząc po górach (II) miała się odbyć 13 grudnia 2008 r. w TVP3 Lublin, czego Leszczyński już nie dożył.